# Arenophryne
Arenophryne – rodzaj płazów bezogonowych z rodziny żółwinkowatych (Myobatrachidae).

## Zasięg występowania
Rodzaj obejmuje gatunki występujące na wybrzeżu Australii Zachodniej od Zatoki Rekina na południe do Kalbarri National Park.

## Systematyka

### Etymologia
Arenophryne: łac. arena „piasek, piaszczyste miejsce”; gr. φρυνη phrunē, φρυνης phrunēs „ropucha”.

### Podział systematyczny
Do rodzaju należą następujące gatunki:
- Arenophryne rotunda Tyler, 1976
- Arenophryne xiphorhyncha Doughty & Edwards, 2008